# Ernst-Thälmann-Denkmal (Stralsund)
Das Ernst-Thälmann-Denkmal in Stralsund ist ein Denkmal, das an Ernst Thälmann erinnert. Das Denkmal mit einer Bronzeplastik auf einem steinernen Sockel steht an der Sundpromenade im Stadtgebiet Knieper und wurde im Jahr 1962 eingeweiht. Zusammen mit der Sundpromenade gehört es zu den Baudenkmalen Stralsunds.

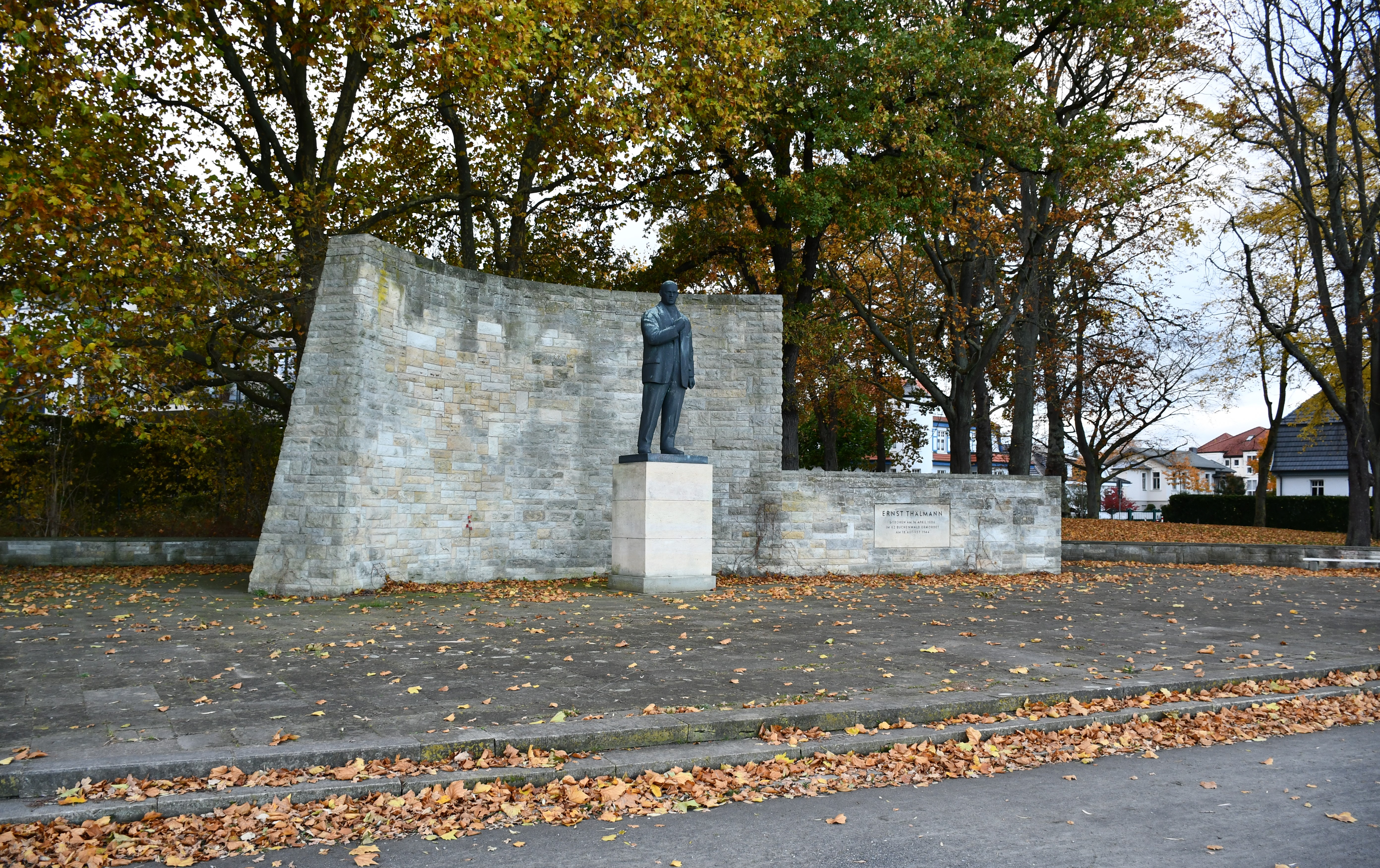
Das Ernst-Thälmann-Denkmal in Stralsund (2023)

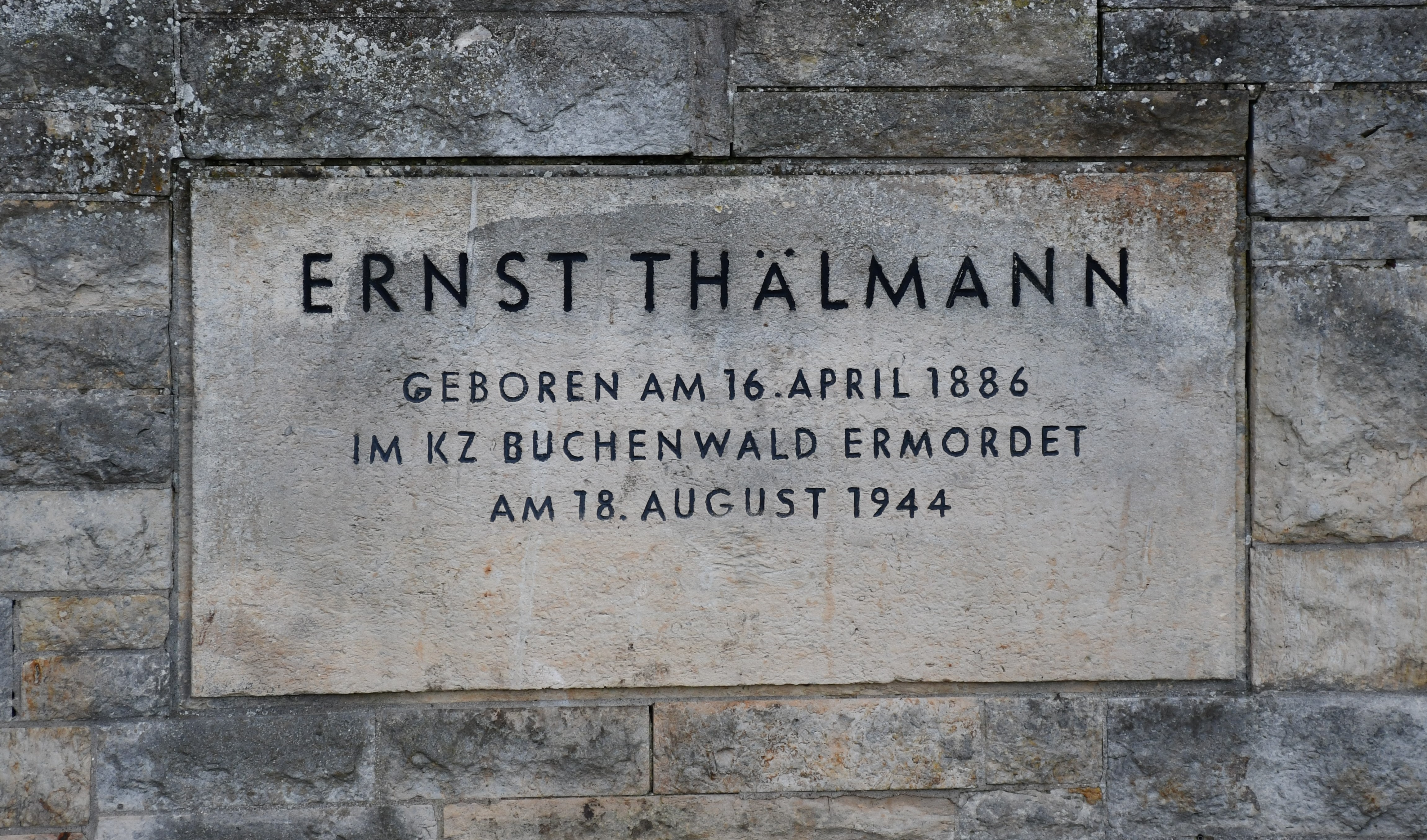
Gedenktafel am Ernst-Thälmann-Denkmal Stralsund (2023)

Die Ernst-Thälmann-Statue des Denkmalensembles (2024)

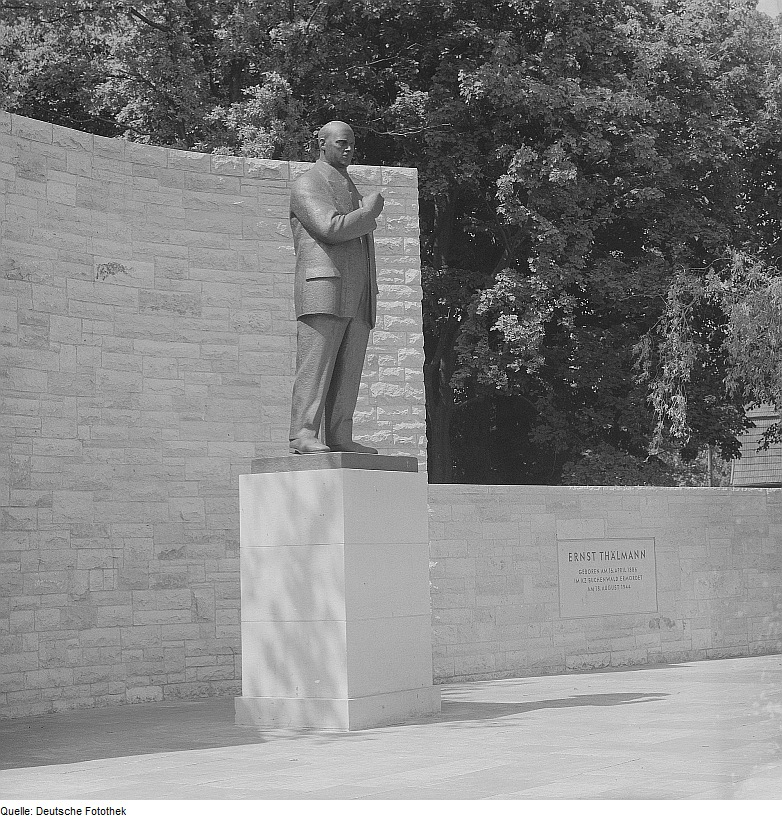
Ernst-Thälmann-Standbild im Jahr seiner Entstehung (1962)

## Beschreibung
Das Denkmal besteht aus drei Teilen: Platz, Mauer und Standbild.
Der Platz des Ernst-Thälmann-Denkmal-Ensembles an der Sundpromenade wurde in einer rechtwinkligen Trapezform angelegt, er symbolisiert eine Fahne. An den Seiten nach Norden, Süden und Westen wird der Platz von einer niedrigen Mauer begrenzt. Im Osten, zum Strelasundufer hin, weist er eine breite Treppe auf. Auf diesem erhöhten Platz stehen die Bronzeplastik des Ernst Thälmann und eine gestufte Werksteinmauer. Der Platz wurde unter Leitung von Hartmut Olejnik angelegt.
Die in zwei Höhen ausgeführte Mauer Sandstein im Westen des Denkmalensembles ist mit unterschiedlich großen Steine in einem unregelmäßigen Verband gemauert. Die Mauer hat von oben gesehen die Form einer Sichel, die wiederum ein Bestandteil des kommunistischen Symbols von Hammer und Sichel ist.
Die im Norden niedrigere Mauer, die den Griff bzw. Stiel der Sichel darstellt, ist rechtwinklig gekantet. Sie weist eine Gedenkplatte auf. Diese trägt die (in Majuskeln) Inschrift
Ernst Thälmann
geboren am 16. April 1886
im KZ Buchenwald ermordet
am 18. August 1944
Der nach Süden gerichtete höhere Teil der Mauerscheibe, der die Klinge der symbolischen Sichel darstellt, ist gerundet ausgeführt und bildet so eine Nische für das auf einem Sockel stehende Standbild. Die Mauerkante läuft leicht konisch nach oben.
Der gerundete, südliche Mauerteil ist etwa doppelt so hoch wie der gerade, nördliche Teil.
Das Ernst-Thälmann-Standbild steht auf einem Sandsteinsockel. Auf der schmalen Plinthe des Sockels liegen drei gleich große Steine. Das aus Bronze hergestellte Standbild ist überlebensgroß ausgeführt. Sie zeigt Ernst Thälmann im Anzug, ohne Kopfbedeckung. Durch das linke Standbein ist sein Körper ebenfalls leicht nach links geneigt. Er dreht den Kopf nach rechts. Der linke Arm ist nach unten gestreckt, die linke Faust ist geballt. Der rechte Arm ist vor seiner Brust angewinkelt und die Faust des rechten Arms geballt.

## Geschichte
Stralsund ist einer von über 30 Orten, in denen zu DDR-Zeiten Denkmäler für den Vorsitzenden der KPD und Leiter des Roten Frontkämpferbundes, Ernst Thälmann (1886–1944), entstanden.
Das Denkmal wurde mithilfe von Spenden und Arbeitsleistungen der Stralsunder Bevölkerung finanziert. Bis zum Sommer 1956 kamen fast 70.000 Mark an Spenden zusammen.
Geplant war zunächst, einen Entwurf von Maximilian Schenk umzusetzen. Dies stieß bei der Staatliche Auftragskommission beim Kulturbund der DDR auf Widerstand, worauf diese Verwaltung einen Wettbewerb vorschlug. Die städtische Kommission schlug darauf vor, für das Denkmal einen Entwurf vom Dresdner Künstler Otto Rost fertigen zu lassen, was wiederum abgelehnt wurde. Von Stralsunder Seite wurde daraufhin vorgeschlagen, einen zweiten Abguss des 1958 von Walter Arnold geschaffenen Weimarer Thälmann-Denkmals anfertigen zu lassen, was aber von Seiten der Stadt Weimar abgelehnt wurde. Als der Stralsunder Oberbürgermeister Bruno Motczinski im August 1958 nach dem Sachstand fragte, wurde ihm mitgeteilt, dass die Errichtung des Denkmals keinen Vorrang habe und die Spendengelder für den Bau eines Fahrgastschiffes verwendet werden sollten. Das Schiff wurde auf der Volkswerft Stralsund gefertigt; die Einnahmen aus der Fahrgastschifffahrt sollten einem späteren Denkmalbau zugutekommen.
Trotz dieser vorerst ablehnenden Haltung durfte Walter Arnold auf Bitte Bruno Motczinskis einen Entwurf erarbeiten. Dieser Entwurf, der dem Weimarer Denkmal sehr ähnlich ist, wurde Ende 1960 angenommen. Die Kosten für den Bau in Höhe von 80.000 Mark stellte der Rat des Bezirkes Rostock aus dem Zahlenlotto zur Verfügung.
Am 16. April 1961 wurde am damaligen Ernst-Thälmann-Ufer (heute Sundpromenade) in Anwesenheit von Friedrich Dettmann der Grundstein gelegt. Im März 1962 wurden die Außenanlagen fertig. Am 18. August 1962 wurde das Denkmal von Ernst Thälmanns Tochter Irma Gabel-Thälmann eingeweiht.
Das Ernst-Thälmann-Denkmal und die Sundpromenade werden auf der Liste der Baudenkmale in Stralsund als Denkmal geführt. Für die Sundpromenade, die als Ernst-Thälmann-Ufer schon im Denkmalpflegegesetz der DDR vom 19. Juni 1975 aufgeführt war, wurde der Denkmalschutz durch das Denkmalschutzgesetz für Mecklenburg-Vorpommern am 30. November 1993 bestätigt.